# رعب لافكرافت
رعب لافكرافت، (بالإنجليزية: Lovecraftian horror) والمعروف أيضًا بالرعب الكوني هو نوع فرعي من أدب الرعب والخيال الفنتازي والأدب الغريب، ويركز أكثر على رعب الأمور الغامضة وغير المفهومة بدلاً من مشاهد العنف أو عناصر الصدمة الأخرى. سُمي هذا النوع تيمنًا بالكاتب الأمريكي هوارد فيليبس لافكرافت. تميزت أعماله بمواضيع مثل الرعب الكوني، والمعرفة الممنوعة والخطيرة، والجنون، وتأثير الكيانات غير البشرية على الإنسانية، والدين والخرافات، والقدر وعدم القدرة على الهروب من المصير، بالإضافة إلى المخاطر المرتبطة بالاكتشافات العلمية، والتي ترتبط الآن برعب لافكرافت كنوع فرعي. يمكن أيضًا العثور على الموضوعات الكونية لرعب لافكرافت في وسائل الإعلام الأخرى، ولا سيما أفلام الرعب، وألعاب الرعب، والقصص المصورة.

## الأصل

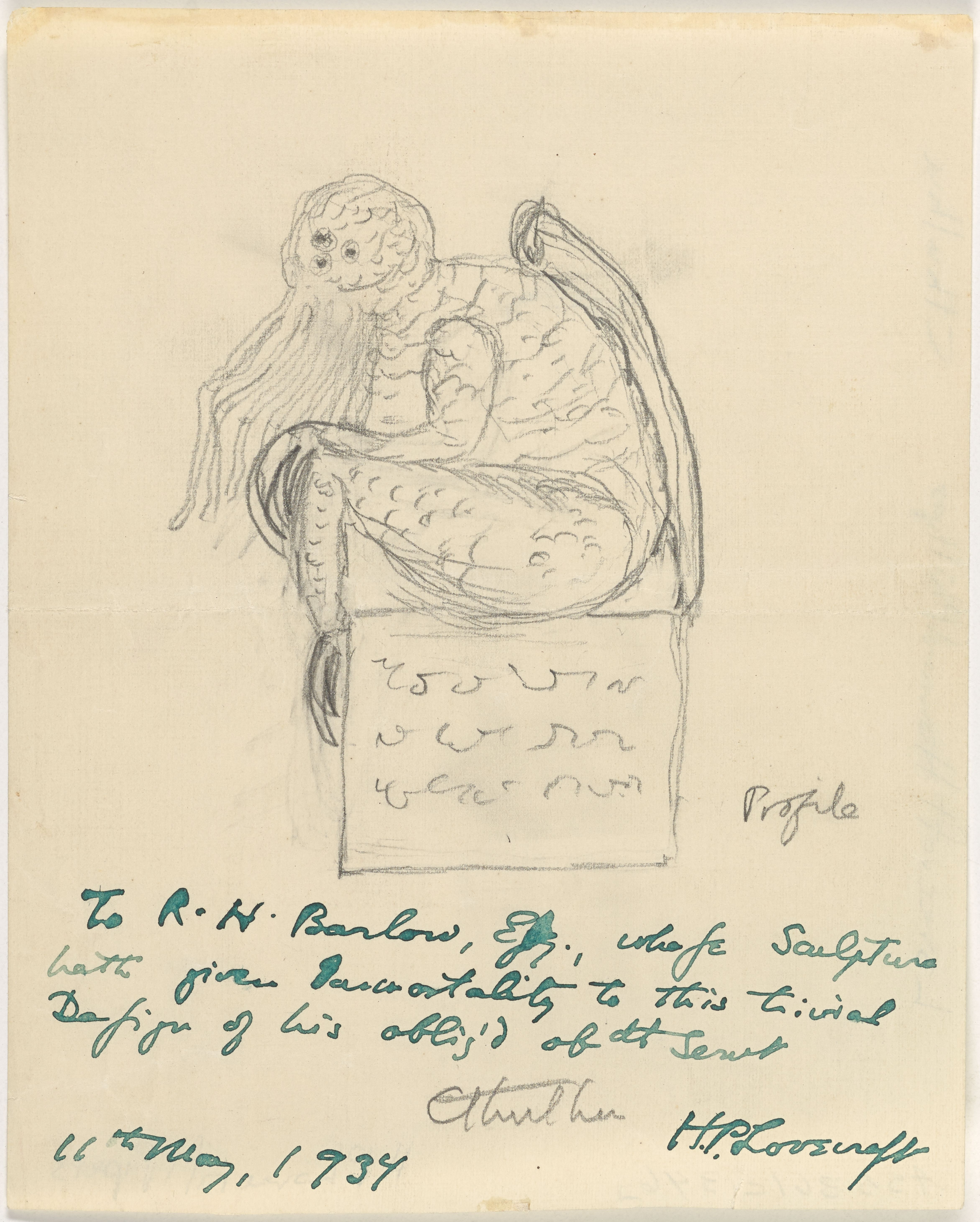
رسم لكثولو يعود لعام 1934، الكيان الكوني المركزي في القصة القصيرة الأساسية للافكرافت "نداء كثولو"، والتي نُشرت لأول مرة في مجلة اللب "حكايات غريبة" عام 1928.

قام الكاتب الأمريكي هوارد فيليبس لافكرافت بصقل هذا النوع من السرد ليشكل عالماً خاصًا به، يضم عناصر غريبة قبل البشرية وخارج كوكب الأرض. استُلهمت أعماله من كتاب مثل إدغار آلان بو، ألجيرنون بلاكوود، أمبروز بيرس، آرثر ماخن، روبرت ويليام تشامبرز، ولورد دانسني. ولكن، سعى لافكرافت لتمييز أعماله عن القصص القوطية والخارقة للطبيعة الموجودة، حيث رفع مستوى الرعب إلى "كوني"، وفقًا لتعبيره. وصرح ستيفن كينغ بأن أفضل أعمال لافكرافت هي "فريدة في رعبها ضمن كل الأدب الأمريكي، وتظل محتفظة بقوتها كاملة."
تتميز أعمال لافكرافت بالكونية، وهو الإحساس بأن الحياة اليومية مجرد قشرة رقيقة تغطي واقعًا غريبًا ومجردًا لدرجة أن التفكير فيه قد يؤثر على صحة الإنسان العقلية. يتضمن ذلك الشعور بعدم الأهمية والضعف على المستوى الكوني، والتشاؤم المطلق. يشير المؤلف تشاينا ميفيل إلى أن "الرعب في أعمال لافكرافت لا يأتي من التسلل، بل من الإدراك. كان العالم دائمًا مظلمًا بلا هوادة؛ الرعب يكمن في اعترافنا بذلك." تتغلغل في أعمال لافكرافت أيضًا الشعور بالعزلة في ريف نيو إنجلاند، ويستمر كثيرون في هذا النوع في التأكيد على أن "ما لم يكن ينبغي للإنسان معرفته" قد يكون أقرب إلى سطح الحياة العادية خارج المدن الحديثة المزدحمة.[بحاجة لمصدر]

## السمات
وضع لافكرات السمات الأساسية وأجواء الرعب الكوني في مقالته "الرعب الخارق في الأدب"، التي تناول فيها الأدب القوطي والغريب والرعب. وقد تم تحديد عدة سمات مرتبطة برعب لافكرافت:
- الخوف من المجهول وما لا يمكن معرفته.[19]
- "الشعور بالخوف والرهبة عند مواجهتنا لظواهر تتجاوز قدرتنا على الفهم، والتي تمتد تأثيراتها إلى أبعد من حدود الشؤون البشرية وتكتسب أهمية كونية".[20] يستمد الرعب هنا من إدراك أن المصالح والرغبات والقوانين والأخلاق البشرية لا معنى لها في الكون بأسره.[21] بناءً على ذلك، تم الإشارة إلى أن الكائنات في كتب لافكرافت لم تكن شريرة، بل كانت تتجاوز ببساطة تصورات البشر للأخلاق.[21]
- "التأمل في موقع البشرية ضمن الكون الواسع وغير المريح الذي أظهره العلم الحديث"، حيث ينشأ الرعب من "اكتشاف حقيقة مروعة".[22]
- اندماج طبيعي للرعب والخيال العلمي، حيث "تتآكل" الافتراضات حول طبيعة الواقع.[23]
- أن "التقدم التكنولوجي والاجتماعي منذ العصور الكلاسيكية ساعد في قمع الوعي بعظمة وخطورة الكون الواسع الذي يضم العالم البشري"، أو بعبارة أخرى، قمع مقصود للطبيعة المرعبة للكون كرد فعل على "فظاعته الأساسية".[24]
- شخصيات رئيسية تواجه قوى غامضة لا يمكن مقاومتها، مما يحول البشر من مكانة متميزة إلى حالة من عدم الأهمية والعجز.[25][26]
- الإهتمام بالملمس الحشوي والمواد شبه الجيلاتينية المتغيرة والوحل، بدلاً من عناصر الرعب الأخرى مثل الدم أو العظام أو الجثث.[27]

## المتعاونون والمتابعون
كان معظم تأثير لافكرافت ثانويًا، حيث كان صديقًا وإلهامًا ومتراسلًا مع العديد من الكُتّاب الذين طوّروا أعمالًا بارزة خاصة بهم. تعاون العديد من هؤلاء الكتاب مع لافكرافت في كتابة قصص مشتركة. يشمل أصدقاؤه ومتعاونوه الأكثر شهرة روبرت بلوخ، مؤلف "سايكو"; روبرت هوارد، مُبتكر شخصية "كونان البربري"; وأوغست ديرليث، الذي ركز على توسيع أسطورة كثولو.
استمد العديد من كتّاب الرعب الذين جاءوا بعد لافكرافت إلهامهم بشكل كبير من أعماله. في حين أن العديد منهم أشاروا بشكل مباشر إلى عناصر من أساطير لافكرافت، إما للاستفادة من روابطها أو للإعتراف بتأثيره، إلا أن آخرين استلهموا الشعور وأسلوب أعماله دون الإشارة بشكل محدد إلى عناصر الأسطورة. وقد وصف البعض لافكرافت، إلى جانب إدغار آلان بو، بأنه من أكثر الكتاب تأثيرًا في الرعب الحديث. وقال المؤلف ستيفن كينغ: "الآن وقد أعطانا الزمن بعضًا من المنظور لأعماله، أعتقد أنه لا شك في أن هوارد فيليبس لافكرافت لم يتفوق عليه أحد كمبدع لحكاية الرعب الكلاسيكية في القرن العشرين."
مع نهاية القرن العشرين، أصبح لافكرافت أشبه بأيقونة في ثقافة البوب، مما أسفر عن العديد من التفاسير الجديدة والإشارات إلى أعماله. وعلى الرغم من أن الكثير منها لا ينتمي إلى رعب لافكرافت التقليدي، إلا أنها تمثل أسطورة كثولو في الثقافة الشعبية ‏.

### الأدب والفن
لم تكن لأعمال لافكرافت، التي نُشرت في الغالب في مجلة اللب، نفس التأثير الأدبي الذي كان له معاصروه من الحركة الحداثية العليا مثل إرنست همينغوي وفرنسيس فيتسجيرالد. ومع ذلك، لا يزال تأثيره محسوسًا على نطاق واسع وعميق في بعض أشهر مؤلفي الخيال المعاصر. إذ تعكس أعمال خورخي لويس بورخيس الخيالية تشابهًا ملحوظًا مع بعض أعمال لافكرافت المتأثرة بالأحلام. كما أهدى بورخيس قصته "هناك أشياء أكثر" إلى لافكرافت، رغم اعتباره لافكرافت "مقلدًا غير واع لبّو". وبدوره، أشار الروائي الفرنسي ميشال ويلبك إلى تأثير لافكرافت عليه في مقاله "إتش بي لافكرافت: ضد العالم، ضد الحياة"، حيث وصف القصص التي كتبها لافكرافت في العقد الأخير من حياته بأنها "نصوص عظيمة".
أثر ولع لافكرافت بمناظر الأحلام والمواضيع البيولوجية المروعة بشكل كبير على الفنانين مثل جان جيرو وهانز رودولف جايجر. وقد اشتُهر كتاب اللوحات لجايجر، الذي أسهم بشكل مباشر في العديد من التصميمات لفيلم "فضائي" بأسم "نيكرونوميكون"، وهو عنوان لكتاب خيالي في عدة قصص من أساطير لافكرافت. بدوره، ذكر دان أوبانون، الكاتب الأصلي لسيناريو "فضائي"، أن لافكرافت كان له تأثير كبير على الفيلم. وتعاون مع رونالد شوسيت في كتابة "ميت ومدفون ‏" و"الهيموغلوبين ‏"، وهما عملان يعدان تقليدًا واضحًا لأعمال لافكرافت.

## السينما والتلفزيون
منذ خمسينيات القرن العشرين فصاعدًا، في العصر الذي تلا وفاة لافكرافت، أصبح الرعب اللافكرافتي فعلاً فئة فرعية، لم يغذِّ فقط اقتباسات سينمائية مباشرة لأعمال إدغار ولافكرافت، بل وفر أيضًا الأساس الذي بُنيت عليه العديد من أفلام الرعب في خمسينيات وستينيات القرن العشرين.

### الستينات
أحد المخرجين البارزين الذين استلهموا من لافكرافت كان روجر كورمان، مخرج أفلام الدرجة الثانية في الستينيات. فيلمه "القصر المسكون ‏" (1963) يستند بشكل فضفاض إلى "قضية تشارلز ديكستر وارد"، بينما فيلمه "إكس: الرجل ذو عيون الأشعة السينية ‏" يتناول بطلًا يفقد عقله بسبب قدرة بصره المتقدمة التي تمكنه من رؤية الله في قلب الكون.
على الرغم من أنها ليست مقتبسة بشكل مباشر، إلا أن حلقات المسلسل المشهور "الحدود الخارجية ‏" غالبًا ما اشتملت على موضوعات مستوحاة من رعب لافكرافت، مثل عبثية الإنسان وتفاهته وحدود العقل والاستيعاب.
من بين الاقتباسات المميزة في تلك الفترة، يأتي فيلم "المتطفل المظلم ‏" (1965) الذي يحتوي على إشارات عابرة لأسطورة كثولو. كما شهد عام 1965 ظهور بوريس كارلوف ونيك آدامز في فيلم "مت، أيها الوحش، مت! ‏" المستند إلى القصة القصيرة للوفكرافت "اللون من خارج الفضاء". إضافة إلى فيلم "الغرفة المغلقة ‏" (1967)، المبني على تعاون بعد الوفاة بين أوغست ديرليث ولافكرافت، و"لعنة المذبح القرمزي ‏" (المعروف في الولايات المتحدة باسم: الطائفة القرمزية) (1968)، المستند إلى "الأحلام في بيت الساحرة".

### السبعينيات
في السبعينيات، ظهرت العديد من الأفلام التي وصفت بأنها تحمل عناصر رعب على طراز لافكرافت. تشمل هذه الأفلام مواضيع حول هشاشة الإنسان وعجزه أمام المجهول وغياب الإجابات، مثل فيلم "نزهة في هانجينج روك"، وفيلم "رعب دانوتش ‏" الذي يستند إلى أعمال لافكرافت ويبرز "القوى التي تتجاوز سيطرة البطل". كما وُصف فيلم "فضائي" لعام 1979 بطابعه اللافكرافتي، بسبب موضوع "اللامبالاة الكونية"، و"قتامته الضخمة" في أجواء الفيلم، وترك العديد من الأسئلة دون إجابة.
"قدمت سلسلة "معرض الليل ‏" لرود سيرلينج (1969-1973) اقتباسات من قصتين للافكرافت، هما "نموذج بيكمان" و"الهواء البارد". تضمنت حلقة "المحاضرة الأخيرة للبروفيسور بيبودي" قصة حول رجل قرأ كتاب الـ"نيكرونوميكون"، وظهرت بها شخصية طالب باسم "السيد لوفكرافت"، مع طلاب آخرين يحملون أسماء كتّاب من دائرة لافكرافت."

### الثمانينات
في عام 1981، أطلق سام رايمي سلسلة أفلام الرعب الكوميدي "الشر المميت (سلسلة أفلام)" مستوحياً من دراسته لأعمال هوارد فيليبس لافكرافت. تشمل السلسلة الأفلام: "الشر المميت" (1981)، و"الشر المميت 2" (1987)، و"جيش الظلام" (1992). يظهر في كل من هذه الأفلام الثلاثة كتاب "نيكرونوميكون إكس مورتيز"، المعروف أيضاً باسم "كتاب الموتى".
ثلاثية "نهاية العالم" لجون كاربنتر، المتمثلة في أفلام (الشيء، وأمير الظلام، وفي فم الجنون)تتضمن عناصر مستوحاة من لافكرافت، حيث تزداد وضوحاً من فيلم لآخر.
فيلم الكوميدي السوداء "إعادة التنشيط" الذي صدر في عام 1985 مستوحى من الرواية القصيرة للافكرافت "هربرت ويست المعيد إلى الحياة". وقد أدى الفيلم إلى إنتاج فيلمين مكملين.
فيلم من الجحيم الذي صدر عام 1986، مأخوذ بشكل غير دقيق عن القصة القصيرة للافكرافت التي تحمل العنوان نفسه.
فيلم اللعنة الذي صدر عام 1987 كان مقتبساً من قصة لافكرافت "اللون من خارج الفضاء" في حين أن تكملته، اللعنة 2: العضة، إستند بشكل غير دقيق إلى قصة "لعنة ييغ ‏" التي تعاون فيها لافكرافت مع زيليا بيشوب.

### التسعينيات
فيلم إلقاء تعويذة مميتة ‏ الذي أصدرته إتش بي أو في عام 1991، قام ببطولته فرد وارد بشخصية هاري فيليب لافكرافت، المحقق النواري الذي يحقق في سرقة "نيكرونوميكون" في لوس أنجلوس عام 1948 في كون بديل حيث السحر شائع. فيما جاء الجزء الثاني، مطاردة الساحرات ‏، مع دينيس هوبر في دور هاري فيليب لافكرافت بقصة تحدث بعد عامين.
فيلم القيامة ‏ الذي أخرجه دان أوبانون عام 1992 هو اقتباس من رواية لافكرافت "قضية تشارلز دكستر وارد"، ويشتمل على العديد من العناصر الملتزمة بالقصة الأصلية، لكن الاستوديو أجرى تعديلات كبيرة على الفيلم.
الفيلم نيكرونوميكون ‏ الذي صدر عام 1993، تضمن شخصية لافكرافت مجسَّدة بواسطة جيفري كومبس. القصص الثلاث التي يحتوي عليها الفيلم مأخوذة من قصتين قصيرتين ورواية واحدة لهوارد فيليبس لافكرافت: "The Drowned" مستمدة من "الجرذان في الجدران"، و"The Cold" مأخوذة من "الهواء البارد"، بينما "Whispers" مستوحاة من "الهامس في الظلام".
فيلم الخوف الكامن ‏ لعام 1994 هو اقتباس من قصة لوفكرافت "الخوف الكامن". يحتوي على بعض العناصر التي تتماشى مع القصة الأصلية، إلا أنه تم إدخال حبكة جانبية تتعلق بالجريمة.
فيلم قلعة غريبة ‏ الذي صدر في عام 1995 يستند بشكل غير مباشر إلى قصة لافكرافت "الرجل من الخارج".

### 2000
خلال هذه الفترة، برزت عدة أفلام تستخدم مواضيع الرعب المستوحاة من لافكرافت. من بينها فيلم ذا ميست لعام 2007، الذي أخرجه فرانك دارابونت والمقتبس من رواية لستيفن كينغ صدرت عام 1985 وتحمل الإسم نفسه. يعرض الفيلم وحوشًا لافكرافتية تظهر من ضباب كثيف لتفزع بلدة صغيرة في نيو إنجلاند. كذلك، فيلم نداء كثولو ‏ الذي أُنتج في عام 2005 بواسطة جمعية لافكرافت التاريخية. هذا الفيلم بالأبيض والأسود يعتمد على تقنيات الأفلام الصامتة ليحاكي أسلوب فيلم قد يكون تم إنتاجه في العشرينات، وهو نفس زمن كتابة قصة لافكرافت.
فيلم داجون ‏ الصادر عام 2001 هو فيلم رعب أسباني من إخراج ستيوارت جوردون. بالرغم من أن الإسم مستمد من قصة لوفكرافت "داجون"، يُعد الفيلم اقتباسًا كاملاً لقصة "الظل فوق إنسموث" للكاتب لافكرافت.
فيلم كثولو ‏ لعام 2000 هو فيلم رعب أسترالي ذو ميزانية منخفضة، قام بإخراجه وإنتاجه وكتابته داميان هيفيرنان. يستند الفيلم بشكل رئيسي إلى قصتين للكاتب لافكرافت وهما: "الشيء على العتبة" و"الظل فوق إنسموث".
فيلم كثولو ‏ الذي أُنتج عام 2007 تحت إخراج دان جيلدارك يستند بشكل فضفاض إلى الرواية القصيرة "الظل فوق إنسموث" (1936). يُعد هذا الفيلم مميزًا ضمن الأعمال المقتبسة من لافكرافت لوجود بطل مثلي الجنس فيه.

### 2010
منذ عام 2010، اتجهت العديد من الأفلام الشهيرة لاستخدام عناصر من الرعب الكوني، منها فيلم إبادة لأليكس غارلاند المستند إلى رواية من نفس الأسم لجيف فاندرمير لعام 2014، حيث يتميز بموضوعات غموض وتأثيرات خارجة عن الفهم على الأرض. يُقارن فيلم المنارة لروبرت إغرز لعام 2019 بأعمال لافكرافت بسبب جوه الكئيب وصور الرعب البحري العميق، والقوة الغامضة والمجنونة للمنارة التي تقود الأبطال للجنون. كما وُجدت عناصر لافكرافتية في فيلم بروميثيوس لريدلي سكوت عام 2012 وفيلم علاج للعافية لغور فيربينسكي عام 2016. ووصف مسلسل "تشيرنوبل" القصير من إنتاج HBO في 2019 بأنه "الوجه الجديد للرعب الكوني"، إذ تلعب الإشعاعات دور الرعب الغامض غير القابل للتحكم واللامبالي.
تقوم أفلام بانوس كوزماتوس ما وراء قوس قزح الأسود ‏ وماندي بدمج عناصر رعب الكون مع لمسات نفسية وعناصر العصر الجديد. بالإضافة إلى ذلك، توصف أعمال جاستن بينسون وآرون مورهد في أفلام الدقة ‏، الربيع ‏، واللانهاية بأنها تتبنى أسلوب "لافكرافتي".
تشمل الأفلام الأخرى التي تستند إلى أعمال لافكرافت أو تقتبس منها فيلم الهامس في الظلام ‏ الصادر في 2011، والمستوحى من القصة القصيرة التي تحمل نفس الاسم. كما يبرز الفيلم القصير الفنلندي "Sound from the Deep" لعام 2017، الذي يدمج عناصر من "عند جبال الجنون" في سياق حديث. وفيلم اللون من خارج الفضاء ‏ لريتشارد ستانلي مبني على قصة لافكرافت "اللون من خارج الفضاء". ويذكر أيضًا فيلم كوخ الغابة (فيلم) لدرو جودارد الصادر في 2012، الذي يُقدّم رعب كوميدي يقوض عمدًا أعراف وتقاليد الرعب الكوني. يتضمن فيلم الارتفاع ‏ لعام 2010، وهو فيلم رعب كندي أخرجه الفنان والكاتب كار اندروز، إشارة إلى الكائنات الجوية التي استلهمت من أعمال لافكرافت.

### 2020
أكد وليم يوبانك، مخرج فيلم تحت الماء لعام 2020، أن مخلوقات فيلمه مرتبطة بأسطورة كثولو. يستعير فيلم عتبة الإخفاء ‏ لعام 2021 عناصر قصصية من أعمال لافكرافت. وقد أكد المخرج والكاتب يوهانس غرينتزفورثنر هذا التأثير في المقابلات. يتتبع فيلم تشورولي ‏ الهندي باللغة الماليالامية لعام 2021، والذي أخرجه ليجو خوسيه بيليسيري، قصة ضابطين للشرطة السرية أثناء بحثهما عن هارب داخل غابة غامضة، حيث يواجهان ظواهر غريبة تفوق الخيال. أما فيلم الرعب ڤينوس ‏ لعام 2022، فهو مستوحى من قصة لافكرافت "الأحلام في بيت الساحرة". وقد قالت تونامي إن أنيمي المجمع السكني سي يهدف إلى استحضار سمات مستوحاة من لافكرافت.
يتضمن مسلسل حجرة العجائب من غييرمو ديل تورو حلقتين مقتبستين من قصتي لافكرافت "نموذج بيكمان" و"الأحلام في بيت الساحرة."

## وسائل الإعلام الأخرى
- مانغا أوزوماكي لجونجي إيتو
- رايد ذي لايتنينغ، ماستر أوف بابتس، أغاني بواسطة ميتاليكا

## أنظر أيضًا
- مذهب كوني
- أسطورة كثولو
  - شخصيات أسطورة كثولو [الإنجليزية]‏
  - آلهة أساطير كثولو [الإنجليزية]‏
  - مختارات أساطير كثولو [الإنجليزية]‏
- فنتازيا مظلمة
- فنتازيا علمية
- الرعب الخارق في الأدب (مقال)

## هوامش
1. ↑  "H. P. Lovecraft And The Shadow Over Horror". NPR. 2018. Retrieved 26 اكتوبر 2024 نسخة محفوظة 2024-05-19 على موقع واي باك مشين.
2. ↑  Davis, Sarah S. (19 Feb 2019). "Your Introduction To The Cosmic Horror Genre". BOOK RIOT (بالإنجليزية الأمريكية). Archived from the original on 2025-05-13. Retrieved 2024-10-26.
3. ↑  "Encyclopedia Cthulhiana". Wikipedia (بالإنجليزية). 11 Dec 2023. Archived from the original on 2025-01-04.
4. ↑  Burleson 1991، صفحة 135–147.
5. ↑  acephalenoumena (13 May 2016). "What does "cosmic horror" mean? Five horror writers weigh in". The Lovecraft eZine (بالإنجليزية). Archived from the original on 2024-11-30. Retrieved 2024-10-26.
6. ↑  Lovecraft، H. P. (2005). Tales (ط. 2nd). New York: Library of America. ISBN:1931082723. OCLC:56068806.
7. ↑  Lovecraft, H. P. (1992). Crawling Chaos: Selected works 1920–1935 H. P. Lovecraft. Creation Press. ISBN:1-871592-72-0.
8. ↑  "Robert Bloch on Poe and Lovecraft". web.archive.org. 20 يوليو 2011. مؤرشف من الأصل في 2011-07-20. اطلع عليه بتاريخ 2024-10-26.
9. 1 2 3 4  ""Supernatural Horror in Literature" by H. P. Lovecraft". www.hplovecraft.com. مؤرشف من الأصل في 2016-09-11. اطلع عليه بتاريخ 2024-10-26.
10. ↑  Kelley, Rich. ″The Library of America interviews S. T. Joshi about Ambrose Bierce″. ‘’The Library of America’’. September 2011. نسخة محفوظة 2024-03-15 على موقع واي باك مشين.
11. ↑  Joshi, S. T. (2007). Icons of Horror and the Supernatural: An Encyclopedia of Our Worst Nightmares (بالإنجليزية). Greenwood Press. ISBN:978-0-313-33781-9. Archived from the original on 2023-10-01.
12. 1 2  Stableford 2007، صفحة 66-67.
13. ↑  King 2009، صفحة 7-8.
14. ↑  Parr, Helen (30 Aug 2023). "Chatham House and the Challenges of Europe" (بالإنجليزية). Archived from the original on 2024-12-21. {{استشهاد بدورية محكمة}}: الاستشهاد بدورية محكمة يطلب |دورية محكمة= (help)
15. ↑  Baker, Phil (15 Jul 2006). "Back to the HP source". The Observer (بالإنجليزية البريطانية). ISSN:0029-7712. Archived from the original on 2024-12-24. Retrieved 2024-10-26.
16. ↑  "Book sources - Wikipedia". en.wikipedia.org (بالإنجليزية). Archived from the original on 2025-01-18. Retrieved 2024-10-26.
17. ↑  Janicker، Rebecca. ""New England Narratives: Space and Place in the Fiction of H.P. Lovecraft." Extrapolation 48.1 (2007): 56-72". مؤرشف من الأصل في 2024-06-03. {{استشهاد بدورية محكمة}}: الاستشهاد بدورية محكمة يطلب |دورية محكمة= (مساعدة)
18. ↑  Evans، Tim (2005). "A Last Defense against the Dark: Folklore, Horror, and the Uses of Tradition in the Works of H. P. Lovecraft". Journal of Folklore Research. ج. 42 ع. 1: 99–135. ISSN:1543-0413. مؤرشف من الأصل في 2024-11-30.
19. ↑  Hull، Thomas (2006). "H.P. Lovecraft: a Horror in Higher Dimensions". Math Horizons. ج. 13 ع. 3: 10–12. DOI:10.1080/10724117.2006.11974625. ISSN:1072-4117. JSTOR:25678597. مؤرشف من الأصل في 2024-02-24.
20. ↑  Ralickas, Vivian. "'Cosmic Horror and the Question of the Sublime in Lovecraft." Journal of the Fantastic in the Arts 18, no. 3 (2008): 364.
21. 1 2  Kneale، James (2006). "From Beyond: H.P. Lovecraft and the place of horror" (PDF). Cultural Geographies. ج. 13 ع. 1: 106–126. Bibcode:2006CuGeo..13..106K. DOI:10.1191/1474474005eu353oa. S2CID:144664943. مؤرشف من الأصل (PDF) في 2022-10-05. اطلع عليه بتاريخ 2024-1026. {{استشهاد بدورية محكمة}}: تحقق من التاريخ في: |تاريخ الوصول= (مساعدة)
22. ↑  Westfahl، Gary Wesley؛ Gaiman، Neil (2005). The Greenwood encyclopedia of science fiction and fantasy: themes, works, and wonders. Westport: Greenwood press. ISBN:978-0-313-32950-0. مؤرشف من الأصل في 2023-11-19.
23. ↑  Cardin، Matt، المحرر (2017). Horror literature through history: an encyclopedia of the stories that speak to our deepest fears. Santa Barbara, California: Greenwood. ISBN:978-1-4408-4202-3. مؤرشف من الأصل في 2023-12-23.
24. ↑  Stableford 2007، صفحة 67.
25. ↑  Indick, Ben P. (2007). "King and the Literary Tradition of Horror and the Supernatural". In Bloom, Harold (ed.). Bloom's Modern Critical Views: Stephen King. Chelsea House. pp. 5–16.
26. ↑  Fredriksson، Erik (2010). Hidden knowledge and Man's Place in the Universe : a study of human incompetence and insignificance in the works of H.P. Lovecraft. مؤرشف من الأصل في 2025-05-14.
27. ↑  Carlin, Gerry; Allen, Nicola (2013). "Slime and Western Man: H. P. Lovecraft in the Time of Modernism". In Simmons, David (ed.). New Critical Essays on H.P. Lovecraft. Palgrave Macmillan. pp. 73–90.
28. ↑  King 2019، صفحة 11.
29. ↑  Joshi 2007، صفحة 97-98.
30. ↑  "The Man Who Can Scare Stephen King". AMERICAN HERITAGE (بالإنجليزية). Archived from the original on 2025-03-04. Retrieved 2024-10-26.
31. ↑  Stentz, Zack (1997). "Return of the Weird". Metro ع. January 2–8, 1997 issue. مؤرشف من الأصل في 2013-01-28.
32. ↑  JITU26. "JITU26 Situs Slot Mudah Pecah x500 Menang Berapapun Pasti Bayar". JITU26 (بالإندونيسية). Archived from the original on 2013-04-11. Retrieved 2024-10-26.{{استشهاد ويب}}:  صيانة الاستشهاد: أسماء عددية: قائمة المؤلفين (link)
33. ↑  Borges، Jorge Luis (1977). The book of sand (ط. 1st ed). New York: Dutton. ISBN:978-0-525-06992-8. مؤرشف من الأصل في 2023-11-17. {{استشهاد بكتاب}}: |طبعة= يحتوي على نص زائد (مساعدة)
34. ↑  Houellebecq, Michel (3 Sep 2019). H. P. Lovecraft: Against the World, Against Life (بالإنجليزية). Abrams. ISBN:978-1-68335-974-6. Archived from the original on 2023-10-31.
35. ↑  Carr، A. (2008). "Beauty Myth and Monolith: Picnic at Hanging Rock and the Vibration of Sacrality". Sydney Studies in Religion: 123–131. اطلع عليه بتاريخ 2024-10-26.
36. ↑  Shields, Meg (19 Oct 2018). "10 Mind-Bending Cosmic Horror Films". Film School Rejects (بالإنجليزية الأمريكية). Archived from the original on 2024-04-24. Retrieved 2024-10-26.
37. ↑  "Article clipped from The Los Angeles Times". Newspapers.com (بالإنجليزية الأمريكية). 23 Jan 1970. Archived from the original on 2025-01-25. Retrieved 2024-10-26.
38. 1 2  Sederholm, Carl H.; Weinstock, Jeffrey Andrew (1 Apr 2016). The Age of Lovecraft (بالإنجليزية). U of Minnesota Press. ISBN:978-1-4529-5024-2. Archived from the original on 2023-10-01.
39. ↑  Davis, Mike (20 Oct 2015). "The Lovecraftian stories of Stephen King". The Lovecraft eZine (بالإنجليزية). Archived from the original on 2015-11-26. Retrieved 2024-10-26.
40. ↑  Navarro, Meagan (21 Jan 2019). "'Annihilation' and the Adaptive Legacy of H.P. Lovecraft's "The Colour Out of Space"". Bloody Disgusting! (بالإنجليزية الأمريكية). Archived from the original on 2019-01-22. Retrieved 2024-10-26.
41. 1 2 3 4  "10 great Lovecraftian horror films". BFI (بالإنجليزية). 20 Feb 2020. Archived from the original on 2024-12-07. Retrieved 2024-10-26.
42. ↑  The Lighthouse: A Modern Lovecraft, 11 November 2019, retrieved 2024-10-26 نسخة محفوظة 2023-03-30 على موقع واي باك مشين.
43. ↑  Johnston, Nick (24 Oct 2019). "'The Lighthouse' Review: You are not prepared for this film". Vanyaland (بالإنجليزية الأمريكية). Archived from the original on 2024-11-30. Retrieved 2024-10-26.
44. ↑  Davis, Mike (14 Jun 2012). "Is "Prometheus" a Lovecraftian movie?". The Lovecraft eZine (بالإنجليزية). Archived from the original on 2023-10-01. Retrieved 2024-10-26.
45. ↑  Baxter, Charles (18 Dec 2014). "The Hideous Unknown of H.P. Lovecraft". The New York Review of Books (بالإنجليزية). Vol. 61, no. 20. ISSN:0028-7504. Archived from the original on 2021-05-12. Retrieved 2024-10-26.
46. ↑  Sims, David (15 Feb 2017). "'A Cure for Wellness' Is a Malevolent Thrill Ride, With Eels". The Atlantic (بالإنجليزية). Archived from the original on 2017-12-12. Retrieved 2024-10-26.
47. ↑  Miska, Brad (20 Dec 2016). "The 'A Cure For Wellness' Trailer is a Lovecraftian Nightmare". Bloody Disgusting! (بالإنجليزية الأمريكية). Archived from the original on 2022-04-02. Retrieved 2024-10-26.
48. ↑  Kuchera, Ben (9 Jun 2019). "Chernobyl is the new face of cosmic horror". Polygon (بالإنجليزية الأمريكية). Archived from the original on 2025-05-03. Retrieved 2024-10-26.
49. ↑  martianmigraine (12 Mar 2013). "Far Voyages — Lovecraftian Themes in 'Beyond The Black Rainbow'". The Lovecraft eZine (بالإنجليزية). Archived from the original on 2013-06-24. Retrieved 2024-10-26.
50. ↑  "The Cosmic Horror of Mandy". concreteislands.com. مؤرشف من الأصل في 2024-10-07. اطلع عليه بتاريخ 2024-10-26.
51. ↑  Catsoulis، Jeannette (18 مايو 2012). "Gloomy Clinic Where the Staff Behaves as Oddly as the Inmates". نيويورك تايمز. مؤرشف من الأصل في 2025-03-17. اطلع عليه بتاريخ 2024-10-26.
52. ↑  Oritz, Tony (28 April 2020). "Mandy: Panos Cosmatos' Psychedelic Adventure". ghoulishmedia.com. Retrieved 2024-10-[وصلة مكسورة]26
53. ↑  Rosa, Johnathan (16 April 2020). "Why Cosmic Horror is Terrifying". ghoulishmedia.com. Retrieved 2024-10-[وصلة مكسورة]26
54. ↑  Foutch, Haleigh (7 Apr 2018). "The Endless Directors on Their Lovecraftian Mindf*ck Movie". Collider (بالإنجليزية). Archived from the original on 2025-05-28. Retrieved 2024-10-26.
55. ↑  Puccio، John. "THE WHISPERER IN DARKNESS – Blu-ray review". moviemet.com. مؤرشف من الأصل في 2025-03-27. اطلع عليه بتاريخ 2024-10-26. لقد حاول صناع الأفلام في HPLHS أن يكونوا صادقين مع لافكرافت قدر استطاعتهم في أفلامهم، محاولين تقليد نبرة ومشاعر لافكرافت وكذلك الحوار والأزياء والخلفيات للقصص الأصلية. وبالحكم على فيلم "الهامس في الظلام"، أستطيع أن أقول إنهم اقتربوا من النجاح أكثر من أي شخص آخر
56. ↑  Hopson, William (6 Feb 2020). "COLOR OUT OF SPACE: An Unsatisfactory Mix Of Lovecraft & B-Movie Horror". Film Inquiry (بالإنجليزية الأمريكية). Archived from the original on 2023-05-06. Retrieved 2024-10-26.
57. ↑  Lewis, Shannon (18 Jan 2020). "Underwater Movie's Monster Is Cthulhu". ScreenRant (بالإنجليزية). Archived from the original on 2025-01-17. Retrieved 2024-10-26.
58. ↑  Trey Hilburn III (26 سبتمبر 2021). "[Fantastic Fest] Masking Threshold: A True Macro Exploration of Existential, Ringing Madness". iHorror. مؤرشف من الأصل في 2025-06-01.
59. ↑  "One moment, please..." web.archive.org. 22 أكتوبر 2021. مؤرشف من الأصل في 2021-10-22. اطلع عليه بتاريخ 2024-10-26.{{استشهاد ويب}}:  صيانة الاستشهاد: BOT: original URL status unknown (link)
60. ↑  Gingold, Michael (5 Jul 2021). "Exclusive teaser, photos, comments: The existential unease of "MASKING THRESHOLD"". Rue Morgue (بالإنجليزية الأمريكية). Archived from the original on 2024-11-30. Retrieved 2024-10-26.
61. ↑  "The World as Tinnitus Featured, Interviews Film Threat" (بالإنجليزية الأمريكية). 2 Nov 2021. Archived from the original on 2025-01-17. Retrieved 2024-10-26.
62. ↑  Miska, Brad (2 May 2022). "Jaume Balagueró's Lovecraftian 'Venus' Will Be the Second Film in the "Fear Collection"". Bloody Disgusting! (بالإنجليزية الأمريكية). Archived from the original on 2023-01-26. Retrieved 2024-10-26.
63. ↑  Taylor, Reece (1 Nov 2022). "Cabinet of Curiosities Leans on Lovecraft - For Better or Worse". CBR (بالإنجليزية). Archived from the original on 2023-03-17. Retrieved 2024-10-26.